# Messire Jean
La Messire Jean est une variété ancienne de poire, datant d'au moins 1550.

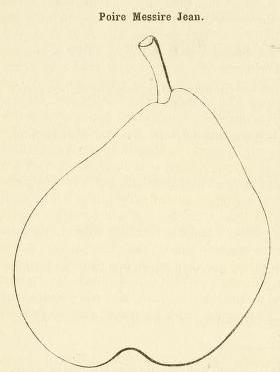
Messire Jean, silhouette.

## Synonymes
- Messire Jean doré.
- Messire Jean gris.
- Messire Jean blanc.
- Chaulis.
- Messire Jean Chaulis.
- Marion.
- Marion d'Amiens[1].
- Mr John.
- Monsieur John.
- Mister John.

## Origine
Messire Jean était déjà connue en 1550. Elle figurait dans la sélection des meilleures poires de La Quintinie pour le jardin du roi Louis XIV. La Quintinie « avouait cependant que cette poire n'avait pas le don de plaire à tout le monde... ceux qui ne l'aiment mettent en jeu la pierre à laquelle il est fort sujet... »

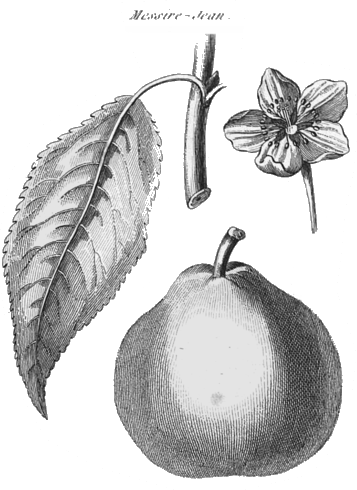
Messire Jean.

## Arbre
Arbre vigoureux, assez fertile.
Bois très faible, aux rameaux étalés peu nombreux, assez courts et légèrement géniculés, brun cendré, abondamment et finement ponctués, à coussinets aplatis, à mérithalles courts.

## Fruit

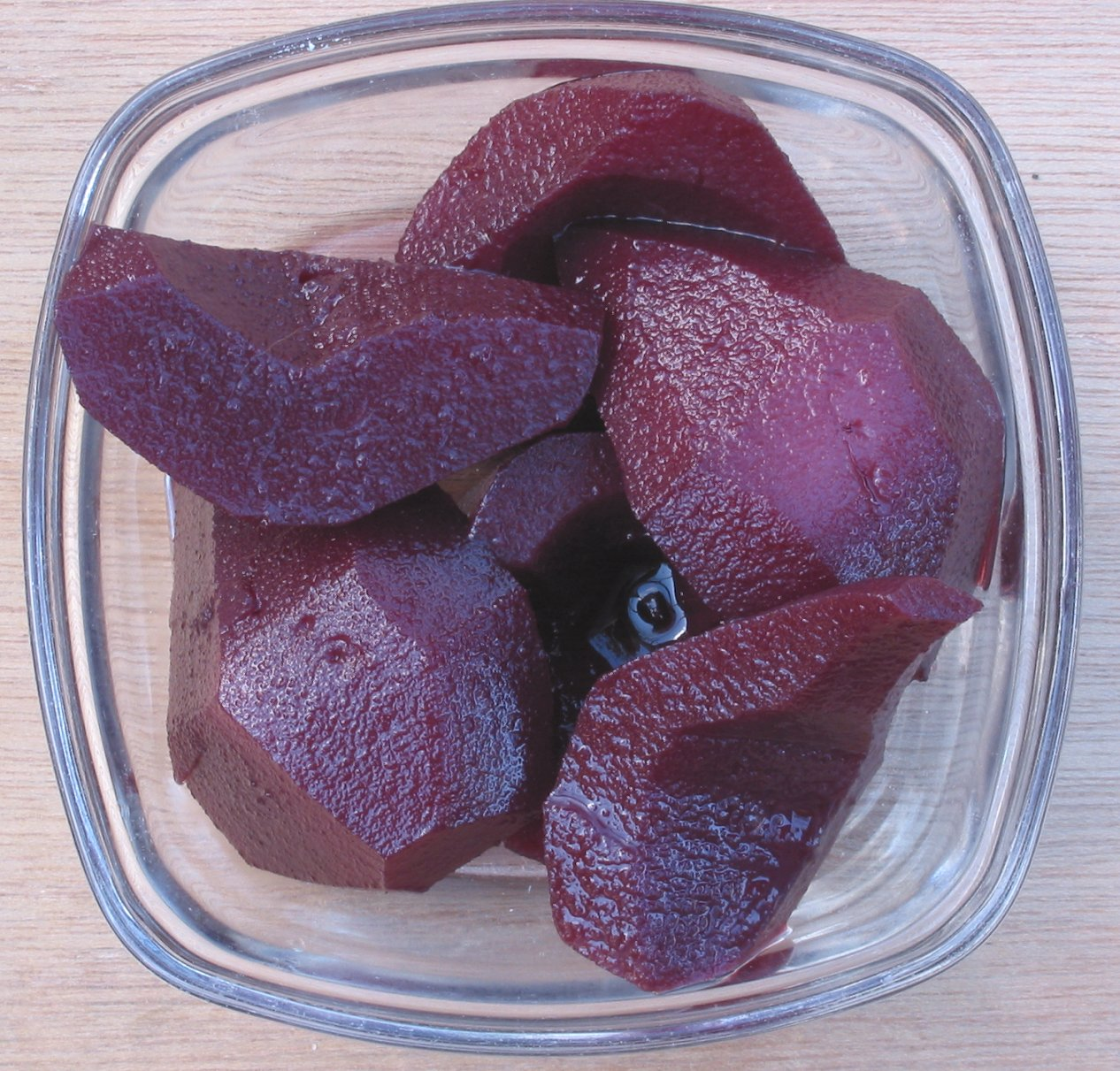
Poire au vin rouge.

Le fruit est de grosseur moyenne, sa peau va du roux au bronzé. C'est une poire à cuire employée dans la fabrication du raisiné.

### Qualité
Il est de deuxième qualité pour le couteau, de première pour la compote et le raisiné.
Sa maturité va de mi-octobre à novembre.
« La couleur de cette poire varie suivant l'âge, la vigueur de l'arbre, le sujet sur lequel il est greffé. Si le pied est vieux et languissant, le fruit est blanc ; s'il est jeune, vigoureux et sur franc, il est doré ; il devient moins gros, plus pierreux et plus gris sur le cognassier. De là, les trois variétés que certaines personnes séparent de Messire Jean. »,.

#### Ouvrages
- Georges Delbard, Les Beaux fruits de France d’hier, Paris, Delbard, 1993  (ISBN 2-950-80110-2).
- H. Kessler, « Pomologie illustrée », Imprimeries de la Fédération S.A, Berne.
- André Leroy, « Dictionnaire de Pomologie », Poires, tomes I et II (Imprimeries Lachaire à Angers), 1867.

#### Revues
- Fruits oubliés, no 54 « Les poires d'hiver », hiver 2012/2013  (ISSN 2648-0573).